# Thái Kỳ
Thái Kỳ (tiếng Trung: 蔡奇; bính âm: Cài Qí; sinh ngày 5 tháng 12 năm 1955, người Hán) là chính trị gia nước Cộng hòa Nhân dân Trung Hoa. Ông hiện là Uỷ viên Ban Thường vụ Bộ Chính trị Đảng Cộng sản Trung Quốc khóa XX, lãnh đạo cấp quốc gia, Bí thư thứ Nhất Ban Bí thư Ủy ban Trung ương Đảng kiêm Chủ nhiệm Văn phòng Trung ương Đảng, Chủ nhiệm Văn phòng Tổng Bí thư. Ông cũng là Ủy viên Bộ Chính trị khóa XIX, từng là Phó Bí thư Thành ủy, Thị trưởng Chính phủ Nhân dân thành phố Bắc Kinh; Phó Chủ nhiệm thường trực Văn phòng Ủy ban An toàn Quốc gia Trung Quốc; Thường vụ Tỉnh ủy, Phó Tỉnh trưởng thường trực Chính phủ Nhân dân tỉnh Chiết Giang; Bộ trưởng Bộ Tổ chức Tỉnh ủy tỉnh Chiết Giang, Hiệu trưởng Trường Đảng Tỉnh ủy tỉnh Chiết Giang.
Thái Ký là Đảng viên Đảng Cộng sản Trung Quốc, học vị Cử nhân Giáo dục chính trị, Thạc sĩ Pháp luật kinh tế, Tiến sĩ Kinh tế học, Nghiên cứu sinh sau đại học. Với quá trình hoạt động thời gian dài ở tỉnh Chiết Giang, phối hợp và thực thi ở địa phương các chính sách được giao, ông được nhận định là một chính trị gia thuộc nhóm của Nhà lãnh đạo Tập Cận Bình. Thái Kỳ cũng được biết đến vì sử dụng phương tiện truyền thông xã hội đáng chú ý.

## Xuất thân và giáo dục
Thái Kỳ sinh ngày 5 tháng 12 năm 1955 tại huyện Vưu Khê, địa cấp thị Tam Minh, tỉnh Phúc Kiến, Cộng hòa Nhân dân Trung Hoa. Quê tổ ông tại Tấn Vân, Chiết Giang. Cha ông di cư tới Phúc Kiến sau khi cuộc cách mạng của Phương Chí Mẫn thành công. Trong những năm sau cùng của Cách mạng Văn hoá, Thái Kỳ làm việc tại một công xã nông thôn. Năm 1975, ông gia nhập Đảng Cộng sản Trung Quốc. Thái Kỳ theo học Đại học Sư phạm Phúc Kiến từ năm 1975 và tốt nghiệp Cử nhân chuyên ngành Giáo dục chính trị năm 1978. Từ năm 1994 đến năm 1997, ông theo học lớp nghiên cứu sinh thạc sĩ, Học viện Pháp luật Kinh tế thuộc Đại học Sư phạm Phúc Kiến, nhận bằng Thạc sĩ Pháp luật kinh tế. Cũng trong giai đoạn này, từ tháng 3 đến tháng 7 năm 1996, ông tham gia lớp bồi dưỡng cán bộ cấp sảnh tại Trường Đảng Trung ương Đảng Cộng sản Trung Quốc. Từ năm 1998 đến 2001, ông là nghiên cứu sinh tại Khoa Kinh tế chính trị, Đại học Sư phạm Phúc Kiến, bảo vệ thành công luận án tiến sĩ, trở thành Tiến sĩ Kinh tế học.

## Sự nghiệp

### Các thời kỳ

#### Phúc Kiến
Sau khi tốt nghiệp đại học năm 1978, Thái Kỳ bắt đầu sự nghiệp của mình khi được nhận ở lại trường và làm công tác Đảng tại Văn phòng Đảng ủy nhà trường. Năm 1983, ông được chuyển đến làm việc tại Văn phòng Tỉnh ủy Phúc Kiến và bắt đầu sự nghiệp chính trị của mình. Năm 1983, ông giữ chức Phó Trưởng phòng Tổng hợp, Sảnh Văn phòng Tỉnh ủy Phúc Kiến. Tháng 3 năm 1983, sau khi vụ án "thuốc giả Tấn Giang" (晋江假药案) xảy ra, Tỉnh trưởng Cam Túc Trần Quang Nghị được điều động làm Bí thư Tỉnh ủy Phúc Kiến. Một năm rưỡi sau, Thái Kỳ được chọn làm Thư ký của Bí thư Tỉnh ủy Phúc Kiến Trần Quang Nghị.
Tháng 1 năm 1991, ông nhậm chức Phó Chủ nhiệm Văn phòng Cải cách Tỉnh ủy Phúc Kiến (cấp phó sảnh, địa) kiêm Phó Chủ nhiệm Văn phòng Xây dựng Đảng. Sau đó, từ năm 1993 đến 1996, ông là Phó Chủ nhiệm Sảnh Văn phòng Tỉnh ủy Phúc Kiến. Tháng 3 năm 1994, Thái Kỳ được Tỉnh ủy Phúc Kiến điều động về địa cấp thị Tam Minh, nhậm chức Phó Bí thư Thị ủy Tam Minh và sau đó được bổ nhiệm Thị trưởng Chính phủ Nhân dân địa cấp thị Tam Minh, tỉnh Phúc Kiến từ tháng 11 năm 1997. Sau hơn 20 năm công tác ở quê nhà Phúc Kiến, ông được điều chuyển tới địa phương khác vào năm 1999.

#### Chiết Giang
Tháng 5 năm 1999, Thái Kỳ được điều chuyển tới tỉnh Chiết Giang, giữ chức Phó Bí thư Thị ủy, Thị trưởng địa cấp thị Cù Châu. Bí thư Thị ủy Cù Châu lúc đó là Mao Lâm Sinh được đề bạt vào Thường vụ Tỉnh ủy cùng thời kỳ với ông. Tháng 3 năm 2002, ông được bầu làm Bí thư Thị ủy Cù Châu, Chủ nhiệm Ủy ban Thường vụ Nhân Đại Cù Châu, lãnh đạo địa cấp thị này. Tháng 4 năm 2004, Tỉnh ủy Chiết Giang điều động ông tới địa cấp thị Thai Châu nhậm chức Bí thư Thị ủy Thai Châu; vào thời điểm đó, Tập Cận Bình là Bí thư Tỉnh ủy Chiết Giang, lãnh đạo trực tiếp cấp trên của ông. Ở Cù Châu, Thai Châu, ông đã tích cực thực hiện chính sách "Chiến lược Bát Bát" (战略) của Tập Cận Bình để phát triển Chiết Giang. Tháng 4 năm 2007, Thái Kỳ được điều tới thủ phủ Hàng Châu của Chiết Giang, nhậm chức Phó Bí thư Thành ủy, Thị trưởng Hàng Châu và là Thị trưởng Hàng Châu không phải người Chiết Giang đầu tiên sau thời kỳ Cách mạng Văn hóa.
Tháng 1 năm 2010, ông được bầu làm Ủy viên Ban Thường vụ Tỉnh ủy Chiết Giang kiêm chức Bộ trưởng Bộ Tổ chức Tỉnh ủy Chiết Giang, Hiệu trưởng Trường Đảng Tỉnh ủy Chiết Giang, cấp phó tỉnh, bộ. Tháng 11 năm 2013, ông được bổ nhiệm làm Phó Bí thư Đảng tổ Chính phủ Nhân dân tỉnh Chiết Giang, được bầu và được Tổng lý Quốc vụ viện Lý Khắc Cường phê chuẩn bổ nhiệm làm Phó Tỉnh trưởng thường trực Chính phủ Nhân dân tỉnh Chiết Giang. Thái Kỳ thông báo sự thay đổi trong công việc trên tài khoản Weibo của ông. Tính đến năm 2014, ông đã có 15 năm công tác ở tỉnh Chiết Giang trước khi bước sang giai đoạn mới.

#### Luân chuyển
Tháng 3 năm 2014, Thái Kỳ được điều về thủ đô Bắc Kinh, được bổ nhiệm làm Phó Chủ nhiệm Văn phòng Ủy ban An ninh Quốc gia, một cơ quan do Tổng Bí thư Tập Cận Bình lãnh đạo. Ông nhậm chức Phó Chủ nhiệm thường trực Văn phòng Ủy ban An ninh Quốc gia, cấp chính bộ, tỉnh từ tháng 4 năm 2015 đến tháng 10 năm 2016, giai đoạn chuyển giao chức vụ trước khi bước sang quá trình mới.

### Bắc Kinh
Tháng 10 năm 2016, Thái Kỳ được bổ nhiệm làm Quyền Thị trưởng Chính phủ Nhân dân thành phố Bắc Kinh, kế nhiệm Vương An Thuận; sau đó chính thức được bầu giữ chức Thị trưởng Bắc Kinh vào ngày 31 tháng 10. Tháng 5 năm 2017, Bộ Chính trị Đảng Cộng sản Trung Quốc nhất trí bổ nhiệm Thái Kỳ làm Bí thư Thành ủy Bắc Kinh. Việc bổ nhiệm Thái Kỳ làm Bí thư Thành ủy Bắc Kinh được xem là đã phá vỡ gần như tất cả các quy ước trong chức vụ – truyền thống chính trị Cách mạng Văn hóa, trong đó có: Thái Kỳ không là Ủy viên Trung ương Đảng, cũng không là Ủy viên dự khuyết Trung ương Đảng và đảm nhận một chức vụ trong hoàn cảnh bình thường, được sự nhất trí của các thành viên Bộ Chính trị. Tháng 10 năm 2017, ông tham gia đại hội đại biểu toàn quốc, được bầu làm Ủy viên Ủy ban Trung ương Đảng Cộng sản Trung Quốc khóa XIX tại Đại hội Đảng Cộng sản Trung Quốc lần thứ 19. Ngay sau đó, ngày 25 tháng 10 năm 2017, Thái Kỳ được Ủy ban Trung ương bầu vào Bộ Chính trị.

## Lãnh đạo Trung Quốc
Cuối tháng 6 năm 2022, Thái Kỳ được bầu làm đại biểu tham gia Đại hội Đảng Cộng sản Trung Quốc lần thứ XX từ đoàn đại biểu thành phố Bắc Kinh. Trong quá trình bầu cử tại đại hội, ông được bầu làm Ủy viên Ủy ban Trung ương Đảng Cộng sản Trung Quốc khóa XX, sau đó tái đắc cử là Ủy viên Bộ Chính trị, rồi tiếp tục được bầu làm Ủy viên Ủy ban Thường vụ Bộ Chính trị tại Hội nghị toàn thể lần thứ nhất Ủy ban Trung ương khóa XX vào ngày 23 tháng 10 năm 2022, trở thành lãnh đạo quốc gia vị trí thứ 5 trong 7 Ủy viên Thường vụ. Sau đó, ông được bầu làm Bí thư thứ Nhất Ban Bí thư Ủy ban Trung ương Đảng, kế nhiệm Vương Hỗ Ninh, sau đó kiêm nhiệm vị trí Chủ nhiệm Văn phòng Trung ương Đảng, Chủ nhiệm Văn phòng Tổng Bí thư, kế nhiệm Đinh Tiết Tường.